# 武田義孝
武田義孝（たけだ よしたか、1911年（明治44年）2月15日 - 1943年（昭和18年）8月）は、日本の体操選手。愛媛県人初のオリンピック選手。

## 経歴・人物
愛媛県越智郡朝倉村（現・今治市朝倉上）に生まれる。松山商業学校を経て、日本体操学校を卒業し、教師として東京都内の中学校で体育を教えた。その後、1932年ロサンゼルスオリンピックと1936年ベルリンオリンピックに出場した。
1943年（昭和18年）8月、腎臓病のため死去した。